# 竹島由美子
竹島 由美子（たけしま ゆみこ、1970年8月5日 - ）は、日本のコスチュームデザイナー・元バレエダンサー。北海道旭川市出身。

## 経歴

### バレエダンサーへ
実家は地元で100年以上続く呉服店。4歳の頃から自らの希望で「石川みはるバレエ研究所」でバレエを習い始める。
- 1983年 - 13歳の時、アメリカのサンフランシスコバレエスクールへ留学。
- 1986年 - 北星学園女子高等学校を中退し、16歳で韓国のバレエ団でプロとしてデビュー。後に夫となるマークともここで出会い、3年後に結婚するが、経営難からバレエ団が解散。その後カナダのアルバータバレエ団、パリコンコーダンス、フェルドバレエ団などを経て、オランダ国立バレエ団へ。
- 1996年 - キエフ国際バレエコンクールで金賞受賞。
- 2000年 - 同バレエ団のプリンシパルに昇格。
- 2006年 - ドイツ・ドレスデンゼンパーオーパーバレエ団にプリンシパルとして移籍。2008年には、プリンシパル兼コスチュームデザイナーとして「ジゼル」の全幕を踊り、ベアトリクス女王に賞賛された。ガラ公演として世界中の公演にもゲスト参加している。
- 2014年4月22日 - ドレスデン・ザクセン州国立劇場での「ジゼル」公演をもってダンサー業を引退。デザイナー業に専念する[4]。

### コスチュームデザイナーへ
1990年代後半、思うように踊れないのはコスチュームに問題があると思い至り、手製のコスチュームを開発。身体のラインにフィットしたコスチュームは非常に動きやすく、仲間からも「作ってほしい」と要望される。彼女が作ったコスチュームは、スタイリッシュなデザインを追及する彼女自身のセンスや、「背中の刺青が見えるようなデザインが良い」といったようなダンサー個人の希望などから、従来のコスチュームにはなかったカラフルでセクシーなデザインとなった。その後、彼女がデザインしたコスチュームは、ダンサーたちの口コミだけで世界中に広まり、評判も大変高いものとなった。世界の約8割のダンサーが彼女のコスチュームを身に付けているという。また、マドンナなどのトップスターも、彼女がデザインしたコスチュームを愛用している。
こうしてダンサーとしてだけでなく、デザイナーとしても認められるようになり、2003年には正式に販売会社「YUMIKO」が設立され、2007年にはアメリカ・ニューヨークに彼女がデザインしたダンスウェアの直売店が、スペインに縫製工場がオープンした。2010年にはアメリカ映画『ブラック・スワン』（監督ダーレン・アロノフスキー、配給20世紀フォックス）で、主演のナタリー・ポートマンのコスチュームデザインを担当している。